# توني جونسون (لاعب كرة قاعدة)
توني جونسون (بالإنجليزية: Tony Johnson)‏ هو لاعب كرة قاعدة أمريكي، ولد في 23 يونيو 1956 في ممفيس في الولايات المتحدة.

## وصلات خارجية
- توني جونسون على موقعبيزبول رفرنس.كوم (الدوري الرئيسي) (الإنجليزية)
- توني جونسون على موقعبيزبول رفرنس.كوم (الدوري الثانوي) (الإنجليزية)